# Глиновецька сільська рада
Глиновецька сільська рада (до 1946 року — Ляховецька сільська рада) — колишня адміністративно-територіальна одиниця та орган місцевого самоврядування у Коднянському (Солотвинському), Бердичівському і Андрушівському районах Житомирської і Бердичівської округ, Київської й Житомирської областей Української РСР та України з адміністративним центром у с. Глинівці.

## Населені пункти
Сільській раді були підпорядковані населені пункти:
- с. Глинівці

## Населення
Кількість населення ради, станом на 1923 рік, становила 2 780 осіб, кількість дворів — 490.
Відповідно до перепису населення СРСР, на 17 грудня 1926 року чисельність населення ради становила 2 367 осіб, з них за статтю: чоловіків — 1 132, жінок — 1 235; за етнічним складом: українців — 2 347, євреїв — 8, поляків — 12. Кількість домогосподарств — 515, з них, несільського типу — 7.
Відповідно до результатів перепису населення СРСР, кількість населення ради, станом на 12 січня 1989 року, становила 803 особи.
Станом на 5 грудня 2001 року, відповідно до перепису населення України, кількість мешканців сільської ради становила 648 осіб.

## Склад ради
Рада складалася з 14 депутатів та голови.

## Керівний склад сільської ради
| ПІБ                         | Основні відомості                                                                                 | Дата обрання | Дата звільнення |
| --------------------------- | ------------------------------------------------------------------------------------------------- | ------------ | --------------- |
| Тетерук Валентина Федорівна | Сільський голова, 1963 року народження, член народної партії                                      | 26.03.2006   | 31.10.2010      |
| Тетерук Валентина Федорівна | Сільський голова, 1963 року народження, освіта середня загальна, член Української Народної Партії | 31.10.2010   |                 |

Примітка: таблиця складена за даними джерела

## Історія
Створена 1923 року як Ляховецька сільська рада, в складі сіл Ляхівці та Розкопана Могила Коднянської волості Житомирського повіту Волинської губернії. 27 червня 1925 року в с. Розкопана Могила утворено окрему, Розкопано-Могильську, сільську раду. Станом на 17 грудня 1926 року на обліку перебувають хутори Володимирівка, Зіневича, Тетеруків, Ульянівка та Ляховецька економія (згодом — Вербівка). Станом на 1 жовтня 1941 року хутори Володимирівка, Зіневича, Тетеруків не перебувають на обліку населених пунктів.
7 червня 1946 року, відповідно до указу Президії Верховної ради Української РСР «Про збереження історичних найменувань та уточнення і впорядкування існуючих назв сільрад і населених пунктів Житомирської області», сільську раду перейменовано на Глиновецьку, внаслідок перейменування центру ради на с. Глинівці.
Станом на 1 вересня 1946 року сільська рада входила до складу Андрушівського району Житомирської області, на обліку в раді перебували с. Глинівці та х. Вербівка; х. Ульянівка відсутній в обліку населених пунктів.
29 червня 1960 року, відповідно до рішення Житомирського облвиконкому № 683 «Про об'єднання деяких населених пунктів в районах області», х. Вербівка приєднано до с. Глинівці.
Станом на 1 січня 1972 року сільська рада входила до складу Андрушівського району Житомирської області, на обліку в раді перебувало с. Глинівці.
Припинила існування 24 листопада 2015 року через об'єднання до складу Червоненської селищної територіальної громади Андрушівського району Житомирської області.
Входила до складу Коднянського (Солотвинського, 7.03.1923 р.), Андрушівського (17.06.1925 р., 4 01.1965 р.) та Бердичівського (30.12.1962 р.) районів.